# عبد محفوظ
عبد محفوظ، (ولد في 1956) هو مصمم أزياء لبناني، يقدم تصاميمه في أسبوع الموضة في روما. هناك العديد من الفنانات اللاتي ارتدين من تصاميم عبد محفوظ مثل: سيلينا غوميز، وليندسي لوهان، و alexa chung، وElizabeth Banks.

## وصلات خارجية
- الموقع الرسمي
- موضة فساتين زفاف عروس 2010 عبد محفوظ على يوتيوب الآن في اليوتيوب، 4 أغسطس 2010.
- مجموعة هوت كوتير للمصمم العالمي عبد محفوظ على يوتيوب الآن في اليوتيوب، 18 فبراير 2009.
- عبد محفوظ يطلق مجوعته السابعة لفساتين الأعراس على يوتيوب الآن في اليوتيوب، 31 ديسمبر 2008.